# Parque da Aclimação
Parque da Aclimação är en park i Brasilien.   Den ligger i delstaten São Paulo, i den sydöstra delen av landet, 900 km söder om huvudstaden Brasília. Parque da Aclimação ligger 761 meter över havet.
Terrängen runt Parque da Aclimação är platt, och sluttar norrut. Runt Parque da Aclimação är det mycket tätbefolkat, med 7 216 invånare per kvadratkilometer.. Närmaste större samhälle är São Paulo, 3,1 km norr om Parque da Aclimação.
Runt Parque da Aclimação är det i huvudsak tätbebyggt.